# Irving Salazar
Irving Josué Salazar Cabrera (ur. 2000) – meksykański zapaśnik walczący w stylu klasycznym. 
Brązowy medalista mistrzostw panamerykańskich w 2025. Drugi na mistrzostwach panamerykańskich juniorów w 2018, a także wśród kadetów w 2015 roku.